# Copa Renault Clio
A Copa Renault Clio, ou simplesmente Copa Clio foi uma categoria de automobilismo do Brasil com carros da categoria turismo baseados no modelo de produção "Clio RN", que ficou conhecido como: Clio II e mais adiante Clio II (reestilizado), usando o motor K4M.

## História

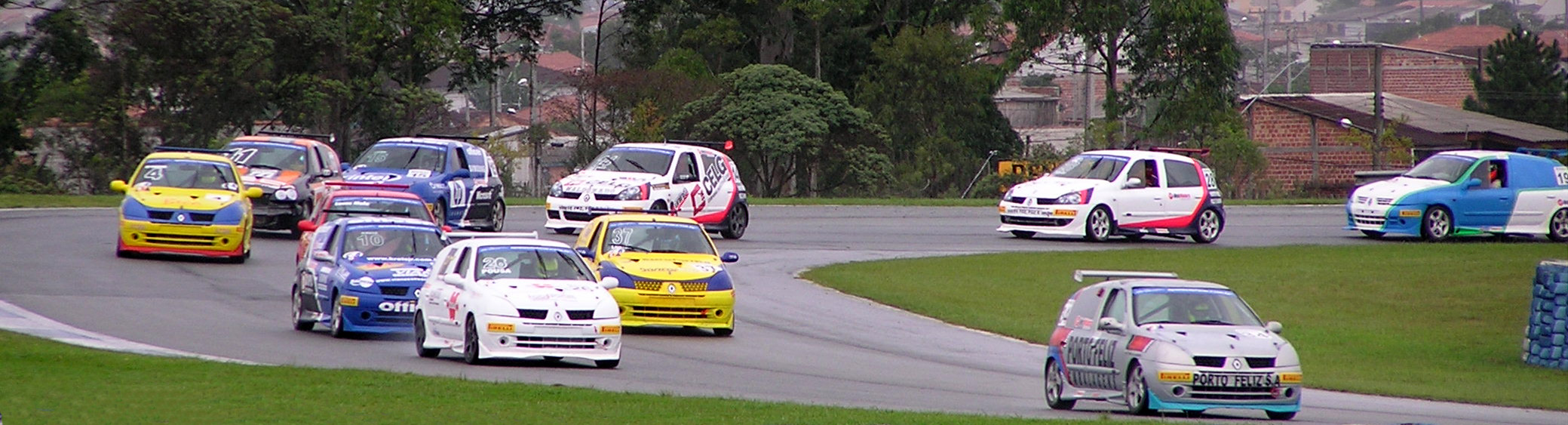
Grid da Copa Clio em Curitiba, 2006.

As origens da Copa Renault Clio remontam há várias décadas quando a fábrica francesa criou o conceito que alterou a própria história das competições de veículos do tipo "Turismo". Em 1966, a empresa lançou a primeira competição monomarca do mundo, com o modelo Gordini R8. A Copa Clio brasileira foi descendente direta daquela iniciativa, proporcionando disputas acirradíssimas e grids lotados, sendo uma atração muito popular no automobilismo brasileiro durante vários anos.
A Copa Clio surgiu no Brasil em 2002 junto com a Fórmula Renault, constituindo o Renault Speed Show. A ideia foi bancada pelo Grupo Caoa, que detinha a representação da marca no Brasil. A categoria foi uma das maiores do país, chegando a ter grids de 30 carros, porém, em 2006, o Renault Speed Show terminou, e categoria quase faliu. Sem o apoio oficial da marca, a categoria continuou resistindo até 2009 por intermédio de uma associação entre os pilotos e preparadores. Em 2008, a categoria passou a usar motores 2.0 específicos para corridas, em lugar do 1.6 de produção usado até 2007. Em 2009 a Renault do Brasil divulgou sua intensão de voltar a apoiar a categoria, mas naquela época, refletindo a conjuntura de crise internacional, o apoio não se concretizou, a Copa Clio entrou em decomposição e acabou falindo, sendo a temporada de 2009 a sua última.
Em outubro de 2008, a Paioli Racing, na época a maior e mais bem estruturada do campeonato, sofreu uma enorme perda: na madrugada da segunda-feira (13/10/2008), a carreta que fazia o transporte de grande parte do material de competição da equipe foi totalmente consumida por um incêndio ocorrido por volta da uma da manhã na rodovia RS-118, na região de Gravataí (RS). "Felizmente não houve nenhum ferido, mas perdemos praticamente tudo", disse na época o piloto e chefe da equipe: Marcos Paioli.
Já fazendo parte de um evento denominado "Itaipava GT Brasil" a última prova da Copa Clio foi realizada em 29/11/2009.
Os veículos remanescentes, continuam sendo usados em competições regionais até os dias de hoje.

## Carro
O carro era o mesmo para todos os pilotos. Na versão original da competição, um Renault Clio RN, com motor Renault K4M-HIFLEX 1.6 de 16 válvulas, lacrado, fornecido pela organização da prova. Usava o cambio original do Clio, suspensão de competição e pneus Michelin slick (Pirelli a partir de 2005).

### Ficha técnica
Esta é a ficha técnica da categoria original:
- Motor - 4 cilindros em linha, 1.6 tecnologia Hi-Flex (bicombustível), 16 válvulas, com aproximadamente 140 CV.
- Câmbio - JB3, Renault de 5 marchas sincronizadas à frente + ré.
- Embreagem - original Renault.
- Suspensão dianteira - original do Clio, com recursos extras de regulagens, amortecedores e molas especiais de competição.
- Suspensão traseira - original do Clio, com amortecedores e molas especiais de competição.
- Freios - a disco nas 4 rodas.
- Rodas - 15 x 7, de liga leve.
- Pneus - Pirelli 19/53 x 15 a partir de 2005. (Michelin entre 2002 e 2004)[7]
- Painel de instrumentos - Conta-giros, manômetro de óleo e termômetro do motor especiais de competição.
- Segurança - santantônio de aço carbono com 40 mm de diâmetro e oito pontos de apoio na carroceria; banco tipo concha com proteção lateral para cabeça; cinto de segurança de três polegadas de largura e cinco pontos de fixação; sistema elétrico com chave geral com acionamento externo e interno (pelo piloto), e sistema de extintores com acionamento remoto.

## Regras básicas
Eram 10 etapas com dois campeonatos: Os de pilotos e de equipes. Os treinos podiam ser feitos de duas formas: na primeira, os carros tinham direito a quatro voltas no circuito (uma de aquecimento, duas cronometradas e uma de desaceleração), sendo que a ordem de entrada no circuito vai do pior para o melhor colocado na tabela; a segunda opção era a seção de treinos para todos os carros na pista, por 30 minutos, o piloto que tirou o melhor tempo, faz a pole position

### Pontuação

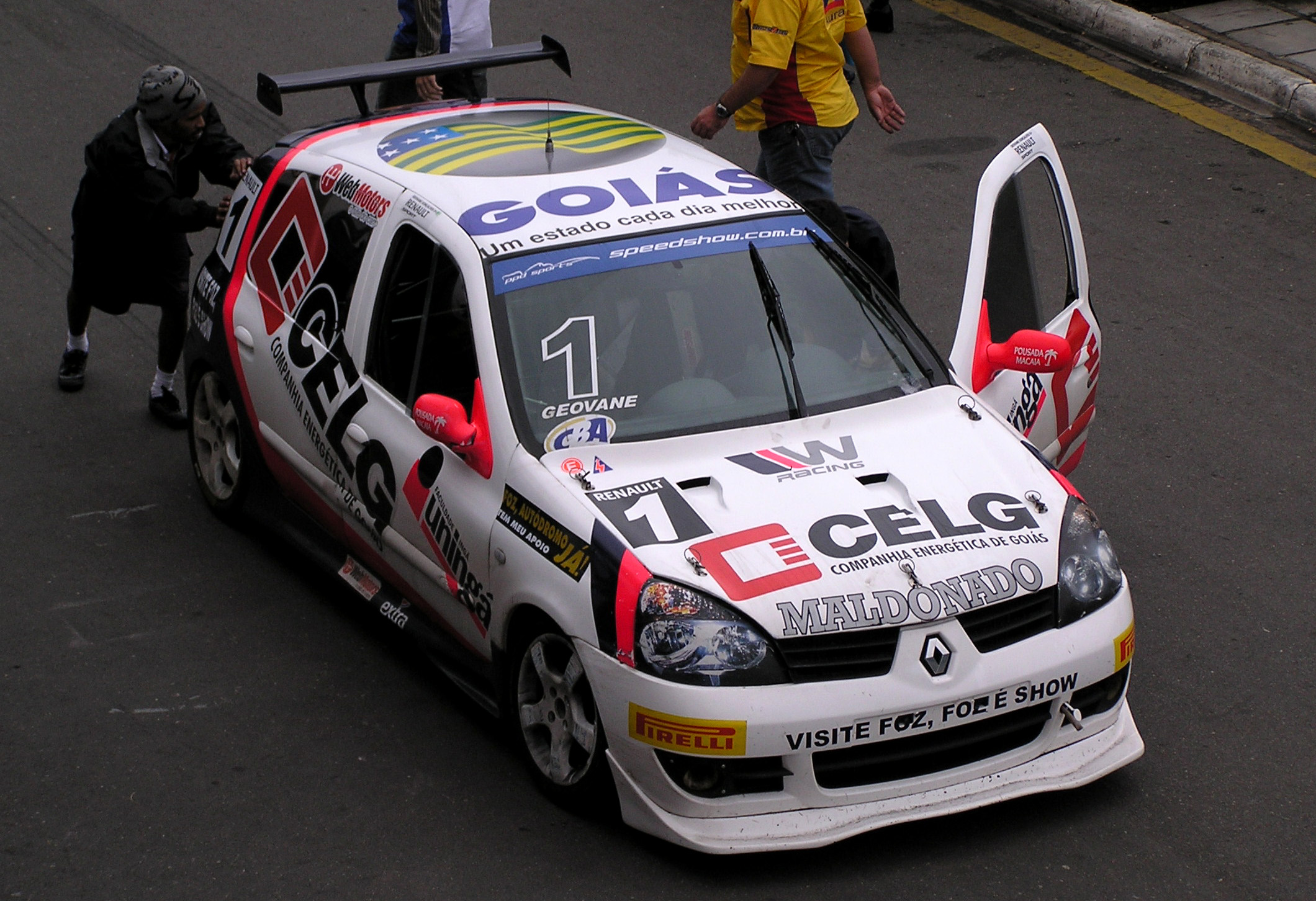
Renault Clio da equipe W Racing na Copa Clio de 2006.

Os cinco primeiros colocados recebiam pontos (5 pontos para o 1º, 4 para o 2º e assim vai até 5º). No fim da prova, a pontuação é feita segundo a tabela abaixo. O pole e o dono da volta mais rápida ganham 1 ponto.
| Sistema de pontuação do Campeonato de Pilotos | Sistema de pontuação do Campeonato de Pilotos | Sistema de pontuação do Campeonato de Pilotos | Sistema de pontuação do Campeonato de Pilotos | Sistema de pontuação do Campeonato de Pilotos | Sistema de pontuação do Campeonato de Pilotos | Sistema de pontuação do Campeonato de Pilotos | Sistema de pontuação do Campeonato de Pilotos | Sistema de pontuação do Campeonato de Pilotos | Sistema de pontuação do Campeonato de Pilotos |
| 1º                                            | 2º                                            | 3º                                            | 4º                                            | 5º                                            | 6º                                            | 7º                                            | 8º                                            | 9º                                            | 10º                                           |
| --------------------------------------------- | --------------------------------------------- | --------------------------------------------- | --------------------------------------------- | --------------------------------------------- | --------------------------------------------- | --------------------------------------------- | --------------------------------------------- | --------------------------------------------- | --------------------------------------------- |
| 20                                            | 15                                            | 12                                            | 10                                            | 8                                             | 6                                             | 4                                             | 3                                             | 2                                             | 1                                             |

| 5 | 4 | 3 | 2 | 1 |

| Pontuação do Campeonato de Equipes | Pontuação do Campeonato de Equipes | Pontuação do Campeonato de Equipes | Pontuação do Campeonato de Equipes | Pontuação do Campeonato de Equipes | Pontuação do Campeonato de Equipes | Pontuação do Campeonato de Equipes | Pontuação do Campeonato de Equipes | Pontuação do Campeonato de Equipes | Pontuação do Campeonato de Equipes |
| 1º                                 | 2º                                 | 3º                                 | 4º                                 | 5º                                 | 6º                                 | 7º                                 | 8º                                 | 9º                                 | 10º                                |
| ---------------------------------- | ---------------------------------- | ---------------------------------- | ---------------------------------- | ---------------------------------- | ---------------------------------- | ---------------------------------- | ---------------------------------- | ---------------------------------- | ---------------------------------- |
| 30                                 | 24                                 | 20                                 | 16                                 | 12                                 | 10                                 | 8                                  | 6                                  | 4                                  | 2                                  |

## Campeões
| Ano  | Campeão           | Equipe Campeã       |
| ---- | ----------------- | ------------------- |
| 2002 | Luis Carreira Jr. | Carreira Racing     |
| 2003 | Elias Júnior      | Hot Car Competições |
| 2004 | Renê Bauer        | Officer Motorsports |
| 2005 | José Cordova      | W Racing            |
| 2006 | Cláudio Gontijo   | Officer Motorsports |
| 2007 | José Cordova      | W Racing            |
| 2008 | José Cordova      | W Racing            |
| 2009 | José C. Vitte     | W Racing            |